# Hettie Jones
Hettie Jones, rodným příjmením Cohen, (15. června 1934 – 13. srpna 2024) byla americká básnířka.
Narodila se do židovské rodiny v Brooklynu. V letech 1958 až 1964 byl jejím manželem básník Amiri Baraka (LeRoi Jones), spolu s nímž založila nakladatelství Totem Press a literární magazín Yugen. V roce 1990 vydala vzpomínkovou knihu How I Became Hettie Jones. Svou první sbírku básní vydala až v roce 1999 pod názvem Drive; později vydala ještě sbírky All Told (2003) a Doing 70 (2007). V roce 2016 vyšla kniha její korespondence se sochařkou Helene Dorn pod názvem Love, H. Je spoluautorkou memoárů zpěvačky Rity Marley No Woman, No Cry. Rovněž se věnovala pedagogické činnosti na Pensylvánské státní univerzitě, Newyorské univerzitě a Parsonsově škole designu. Zemřela ve Filadelfii ve věku 90 let.